# Gran Bazar de la Unión
El Gran Bazar de la Unión (conocido popularmente como Bazar de la Unión o por sus siglas como B.U.S.A.) era un bazar ubicado en los aledaños de la Puerta del Sol de Madrid. Se ubicaba en la calle Mayor número uno, en la planta baja de la Casa Cordero. Fue un bazar muy famoso en el siglo XIX y mediados del XX por lo baratos que resultaban sus productos, que se ofrecían a un precio fijo (libre de regateos). Ofrecía diversas mercancías de quincallería, bisutería, sombrerería, zapatería, muebles, lámparas, juguetes, corbatería, herramientas de caza, etc. En la última etapa del siglo xx se convirtió en una juguetería. 
Estuvo instalado en parte del solar que ocupó el Convento de San Felipe el Real, dándose el precedente de que en las covachuelas y gradas de San Felipe se vendían antes de su derribo todo tipo de mercancías. Tras el derribo se construyó la Casa Cordero y en 1880 se ocupó la planta baja con el bazar que siguió abierto hasta 1954. El 11 de julio de 1958 el bazar pasó a ser un restaurante-autoservicio denominado ‘Tobogán’.

## En la literatura
El Bazar aparece en algunas novelas de Benito Pérez Galdós, tales como Fortunata y Jacinta, y Ramón Gómez de la Serna lo menciona como un recuerdo de su niñez en sus memorias (Automoribundia (1888-1948)).